# Fowler (Indiana)
Pour les articles homonymes, voir Fowler.
La ville de Fowler est le siège du comté de Benton, situé dans l'Indiana, aux États-Unis.

## Source
- (en) Cet article est partiellement ou en totalité issu de l’article de Wikipédia en anglais intitulé « Fowler, Indiana » (voir la liste des auteurs).